# Ursula Haverbeck
Ursula Meta Hedwig Haverbeck-Wetzel, née le 8 novembre 1928 et morte le 20 novembre 2024, est une militante négationniste allemande.
Depuis 2004, elle est connue pour avoir fait l'objet de procès pour avoir nié la réalité de la Shoah, ce qui en Allemagne est illégal.
En 2015, à l'âge de 87 ans, elle est condamnée à 10 mois de prison. D'autres inculpations aboutissent également à des condamnations. En raison de ses différents recours, elle est incarcérée en 2018.

## Biographie
Ursula Haverbeck est originaire de Vlotho. Elle est amie avec Gudrun Burwitz, unique fille légitime de Heinrich Himmler.
Jusqu'en 1989, année de son éviction, elle est membre du Parti écologiste-démocrate.
En juin 2015, Ursula Haverbeck est mise en examen pour avoir déclaré que le génocide des juifs par les nazis était « le plus gros mensonge » de l'histoire.
Le 12 novembre 2015, elle est condamnée à 10 mois de prison pour « incitation à la haine » par un tribunal de Hambourg,,.
Elle est condamnée à six mois de prison le 16 octobre 2017 par un tribunal de district de Berlin pour avoir nié la réalité des chambres à gaz en public,.
Elle est également condamnée à 14 mois de prison par le tribunal de Detmoldt pour avoir nié par écrit la réalité de l'Holocauste au moment du procès de Reinhold Hanning,.
En mai 2018, elle est recherchée par les autorités, ne s'étant pas présentée pour purger sa peine de deux ans de prison.

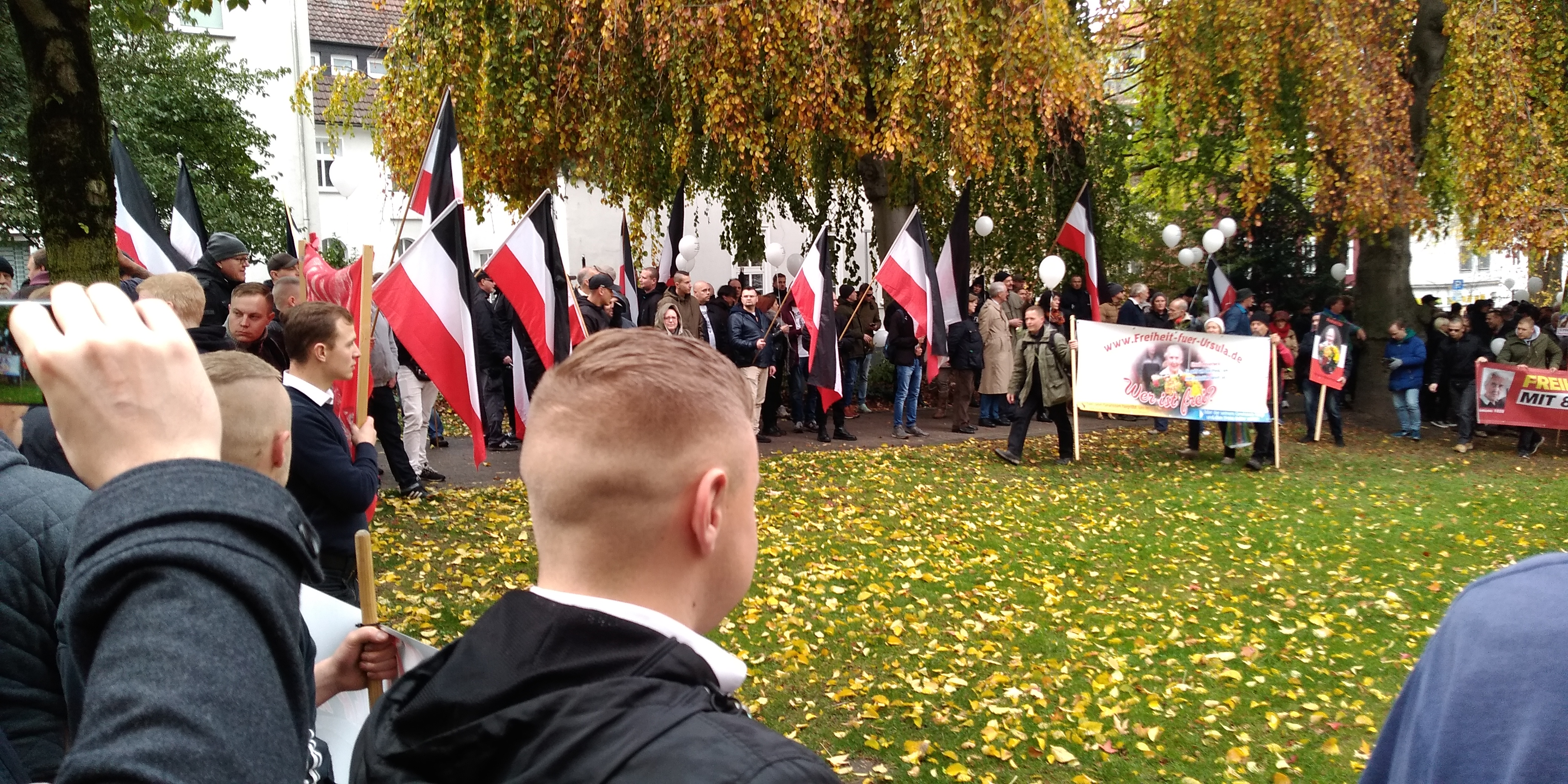
Manifestation le 10 novembre 2018 à Bielefeld avec des banderoles avec l’inscription « Liberté pour Ursula ».

À la suite de sa condamnation d'octobre 2017, elle saisit le Tribunal constitutionnel fédéral, qui conclut le 3 août 2018 qu'une condamnation pour négationnisme est compatible avec la Constitution, le négationnisme ne relevant pas de la liberté d'expression.
Elle est en 2019 tête de liste du parti d’extrême droite Die Rechte aux élections européennes.
Elle fait face à un nouveau procès en mars 2022 et a été condamnée à un an de prison.
Le 26 juin 2024, elle est de nouveau condamnée à 16 mois de prison ferme. Elle décède peu de temps après, le 20 novembre 2024.

### Vie privée
Ursula Haverbeck a été l'épouse de Werner Georg Haverbeck (de), mort en 1999.